# De Krijtberg
La iglesia de San Francisco Javier (en neerlandés: Sint-Franciscus Xaveriuskerk), o De Krijtberg es una iglesia católica en Ámsterdam, Países Bajos situada en el sector de Singel. La iglesia fue diseñada por Alfred Tepe y fue inaugurada en 1883.
La iglesia está dedicada a San Francisco Javier y es una de las rectorías dentro de la parroquia católica de San Nicolás. Es reconocida por sus dos torres de aguja. Desde 1654 ha habido una iglesia de la Compañía en este lugar. La iglesia clandestina original fue sustituida por otra en 1677. La iglesia neogótica actual fue construida en el mismo espacio en 1881. Las limitaciones de espacio convencieron al arquitecto Alfred Tepe para diseñar una iglesia inusualmente alta con un frente monumental. El interior fue proporcionado por los miembros de la Cofradía de San Ernulphus, destacando la firma Mengelberg.